# Republikken Zamboanga
Republikken Zamboanga eksisterede i perioden 1899-1903 som en revolutionær republik i det sydlige Filippinerne efter sammenbruddet af det spanske kolonistyre i området.
Republikken trådte i kraft 18. maj 1899, efter at fortet Fortaleza de Pilar havde overgivet sig til den revolutionære regering i Zamboanga. Omkring et halvt år senere, 16. november, evakuerede de spanske tropper endegyldigt byen Zamboanga, idet de dog havde held til at brænde de fleste af byens bygninger ned i foragt for indbyggernes oprør mod dem. Kort efter, i december samme år indtog den amerikanske kaptajn Pratt i spidsen for det 23. kavaleriregiment fortet, og den spirende republik blev et amerikansk protektorat. I marts 1903 blev republikken reelt nedlagt, og præsidenten blev erstattet af en nyudnævnt guvernør. Områdets betydning blev dog anerkendt af amerikanerne med oprettelsen af en lokalregering med sæde i Zamboanga.
Undervejs nåede Republikken Zamboanga at have tre præsidenter: Vicente Alvarez (maj-november 1899), Isidoro Midel (november 1899 – marts 1901) og Mariano Arquiza (marts 1901 – marts 1903). Alvarez var en populær skikkelse i den revolutionære bevægelse, men da amerikanerne kom til fortet, indsatte de hans rival, Midel, på trods af indbyggernes ønske, mens Alvarez var nødt til at flygte. I 1901 blev der afholdt et præsidentvalg, og Arquiza blev derved den første og eneste valgte præsident i Republikken Zamboanga.